# صالح عبد العزيز الحميدي
صالح بن عبد العزيز الحميدي هو أكاديمي سعودي وعضو في مجلس الشورى السعودي منذ أن تم تعيينه بأمر ملكي في 3 ربيع الأول، 1438هـ الموافق لـ2 ديسمبر 2016م. يعمل صالح الحميدي مديراً عاماً للشؤون الإدارية بتعليم البنات.

## الحياة التعليمية
تخرج من جامعة الإمام محمد بن سعود بكالوريوس جغرافيا عام 1397/1398هـ وارتاد دبلوم ما بعد الجامعة إعداد المديرين في عام 1399 / 1400هـ من معهد الإدارة العامة.

## الحياة المهنية
- عضو مجلس الشورى اعتباراً من 3/3/1434هـ[2]
- مدير عام الشؤون الإدارية والمالية (تعليم البنات) في 1422هـ بالمرتبة الخامسة عشر
- مشرف على الشؤون الإدارية والمالية بوزارة التربية والتعليم اعتباراً من تاريخ 26/3/1422هـ
- مساعد لمدير عام التخطيط و الميزانية و التنظيم بوزارة التربية والتعليم من عام 1408هـ وحتى عام 1411هـ وبعدها رشح مدير عام للميزانية
- رئيس لقسم التخطيط وزارة التربية والتعليم في عام 1401هـ واستمر به أكثر من ثمان سنوات
- باحث في الميزانية عام 1400هـ وزارة التربية والتعليم
- رئيس لقسم الاتصالات بالشئون المالية في وزارة التربية والتعليم (تعليم البنات) في 14/10/1398هـ

## عضويات المجالس واللجان
- رئيس للجنة النظام و المراقبة للمرحلة الثانوية العامة لمدة تسع سنوات بوزارة التربية والتعليم[2]
- لجنة الوكلاء - وزارة التربية والتعليم - من تاريخ 8/4/1424هـ
- عضو في مجلس التطوير- وزارة التربية والتعليم - اعتباراً من 9/7/1424هـ
- عضو في لجنة اقتصاديات التعليم - وزارة التربية والتعليم - من تاريخ 11/9/1423هـ
- رئيس للجنة فتح المظاريف- وزارة التربية والتعليم - من عام 1408هـ وحتى عام 1422هـ
- رئيس في لجنة صرف إيجار الدور المتأخرة والبالغ مليار ومائتي مليون التي صدر بها موافقة المقام السامي الكريم في عام 1421هـ
- رئيس للجنة فحص العروض بوزارة التربية والتعليم بكافة قطاعاتها اعتباراً من 1/7/1418هـ
- كلف بإعداد صلاحيات تعليم البنات لمدة أربع مرات
- ممثل التربية والتعليم في مناقشة الميزانية بالإضافة إلى مناقشة الخطط الخمسية مع وزارة التخطيط في الخطة الثالثة و الرابعة و الخامسة والسادسة
- رئيس للجان التعاقد في الخارج - وزارة التربية والتعليم
- رئيس للجنة الطوارئ بتعليم البنات في أحداث الخليج
- تنظيم أعمال الميزانية بتعليم البنات حيث تتم برمجة الميزانية عن طريق الحاسب الآلي، ويتم توزيعها على إدارات التربية و التعليم بحيث تكون كل إدارة تعليمية لها ميزانية مستقلة
- وضع خطة مالية خلال العام المالي وتم تطبيقها على البنين
- رئيس لجنة مقابلات المرشحين على وظائف مندوبي ومديري التعليم- وزارة التربية والتعليم
- عضو لجنة تطوير الصلاحيات .- وزارة التربية والتعليم
- عضو في لجنة السلامة المرورية
- عضو في لجنة نقل المعلمات خارج المدن
- عضو لجنة جائزة الأداء المتميز
- رئيس للجان الترقيات للمراتب العاشرة فما دون بوزارة التربية والتعليم
- رئيس الجنة التحضيرية للترقيات العليا بوزارة التربية والتعليم
- عضو لجنة ترشيح مدراء التعليم ومساعدي مدراء التعليم
- عضو لجنة دراسة الطلبات الخاصة بتجديد عقود المتعاقدين
- عضو لجنة دراسة طلبات النقل والتحوير
- عضو لجنة الترشيح للوظائف المستثناة
- رئيس للجنة معالجة المشاريع المتعثرة
- عضو اللجنة التحضيرية لمكافحة المخدرات
- ممثل لوزارة التربية والتعليم في هيئة الخبراء و مجلس الخدمة المدنية
- عضو اللجنة التحضيرية العليا لدراسة ظاهرة تزايد أعداد خريجي الجامعات المعدين للتدريس
- عضو في اللجنة التوجيهية لمشروع الملك عبد الله بن عبد العزيز لتطوير التعليم
- عضو في اللجنة التوجيهية للمراكز العلمية
- عضو في اللجنة التنفيذية للمراكز العلمية
- عضو في مجلس إدارة شركة المباني التعليمية
- عضو في اللجنة التنفيذية للأنشطة في شركة الخدمات التعليمية
- ممثل وزارة التربية والتعليم في نقل مدارس وزارة الدفاع لوزارة التربية والتعليم

## وصلات خارجية
- موقع مجلس الشورى السعودي الرسمي.
- معرض صور مجلس الشورى السعودي.